# Petra Lüschow
Petra Lüschow (geboren 1966) ist eine deutsche Autorin, Regisseurin und Dramaturgin.

## Leben
Nach dem Studium der Theater-, Film- und Literaturwissenschaft  an der Freien Universität Berlin und der Universität Wien studierte Lüschow von 1996 bis 2001 Drehbuch und Dramaturgie an der Hochschule für Film und Fernsehen Potsdam. 2000 veröffentlichte sie ihren Erzählband Flores und Antiflores. Schon während des Studiums begann Petra Lüschow als Dramaturgin und Drehbuchautorin zu arbeiten. 
Ihr erster Kinofilm war Nachbeben. 2006 feierte der Film seine Weltpremiere im Panorama der Berlinale und gewann internationale Preise. Nachbeben ist ein Kammerspiel darüber, wie sich die Gier der New Economy auf private Beziehungen auswirkt. 2008 schrieb sie die Kino-Adaption des Bestsellers Tannöd. Sie schrieb weitere Drehbücher für Fernsehreihen (u. a. Tatort, Bulle von Tölz), für Fernsehfilme wie die Komödie Der Hamster oder das Kleine Fernsehspiel Sieh zu, dass du Land gewinnst. 
2010 debütierte sie als Regisseurin mit der Kurzfilmkomödie Der kleine Nazi, für die sie auch das Drehbuch schrieb. Thema ist die bigotte Auseinandersetzung vieler Deutscher mit der nationalsozialistischen Vergangenheit ihrer Familien. Der Film lief weltweit auf über hundert Festivals und gewann zahlreiche internationale Jury- und Publikumspreise, unter anderem den Friedrich Wilhelm-Murnau-Kurzfilmpreis und den Best Comedy Award des internationalen Kurzfilmfestivals „Heart of Gold“ in Melbourne. 
2018 erlebte ihr Langfilmdebüt Petting statt Pershing seine Deutschlandpremiere bei den Internationalen Hofer Filmtagen. Für ihre Regie wurde Petra Lüschow beim Cleveland International Film Festival mit dem New Direction Competition Award ausgezeichnet.
Für Drehbuch und Regie verantwortlich war sie bei den Tatort-Filmen Wer zögert, ist tot (2021) und Finsternis (2022) mit dem Ermittlerteam Anna Janneke (Margarita Broich) und Paul Brix (Wolfram Koch).
Petra Lüschow unterrichtete Szenisches Schreiben und Dramaturgie an der Deutschen Film- und Fernsehakademie (dffb), der Filmuniversität Babelsberg Konrad Wolf und der Internationalen Filmschule ifs in Köln. Sie ist Mitglied in der Deutschen Film Akademie sowie im Verband Deutscher Drehbuchautoren.

## Filmografie (Auswahl)

### Regie und Drehbuch
- 2010: Der kleine Nazi (Kurzfilm)
- 2018: Petting statt Pershing (Kinofilm)
- 2021: Tatort: Wer zögert, ist tot
- 2022: Tatort: Finsternis

### Drehbuch
- 2005: Schlorkbabies an der Raststätte (Kurzfilm nach eigener Erzählung, Ko-Autorin: Petra Volpe)
- 2006: Sieh zu, dass du Land gewinnst (ZDF-Reihe Das kleine Fernsehspiel, Ko-Autor: Frank Welle, Regie: Kerstin Ahlrich; nominiert für den Grimme-Preis 2008)
- 2006: Nachbeben (Kinofilm, Regie: Stina Werenfels)
- 2008: Der Bulle von Tölz: Das Ende aller Sitten
- 2009: Tannöd (Kinofilm, Regie: Bettina Oberli)
- 2013: Tatort: Schmutziger Donnerstag (Schweizer Fernsehen, Regie: Dani Levy)
- 2014: Der Hamster (TV-Film, Schweiz)

## Auszeichnungen (Auswahl)
- Für Petting statt Pershing erhielt Petra Lüschow 2019 bei dem Cleveland International Film den New Direction Competition Award.
- Der kleine Nazi wurde u. a. mit dem Best Short Film Award des Trieste Film Festival, Kurzfilmpreis der Friedrich-Wilhelm-Murnau-Stiftung, Best Comedy Award des Heart of Gold International Short Film Festival Melbourne, Publikumspreis und Preis für den Besten Kurzspielfilm der Bamberger Filmtage und 15 weiteren Preisen ausgezeichnet. Er erhielt außerdem das Prädikat "Besonders wertvoll" der Deutschen Film- und Fernsehbewertung.
- Transfer (unverfilmtes Drehbuch) gewann 2001 den 1. Preis im geschlossenen Autorenwettbewerb von Atlas Film und Hanns Eckelkamp Filmproduktion für ein Remake von Mabuse – Der Spieler von 1926.